# Danh sách quốc gia châu Mỹ theo GDP trên người 2012
| over $102,400 $51,200–102,400 $25,600–51,200 | $12,800–25,600 $6,400–12,800 $3,200–6,400 | $1,600–3,200 $800–1,600 $400–800 | below $400 unavailable |

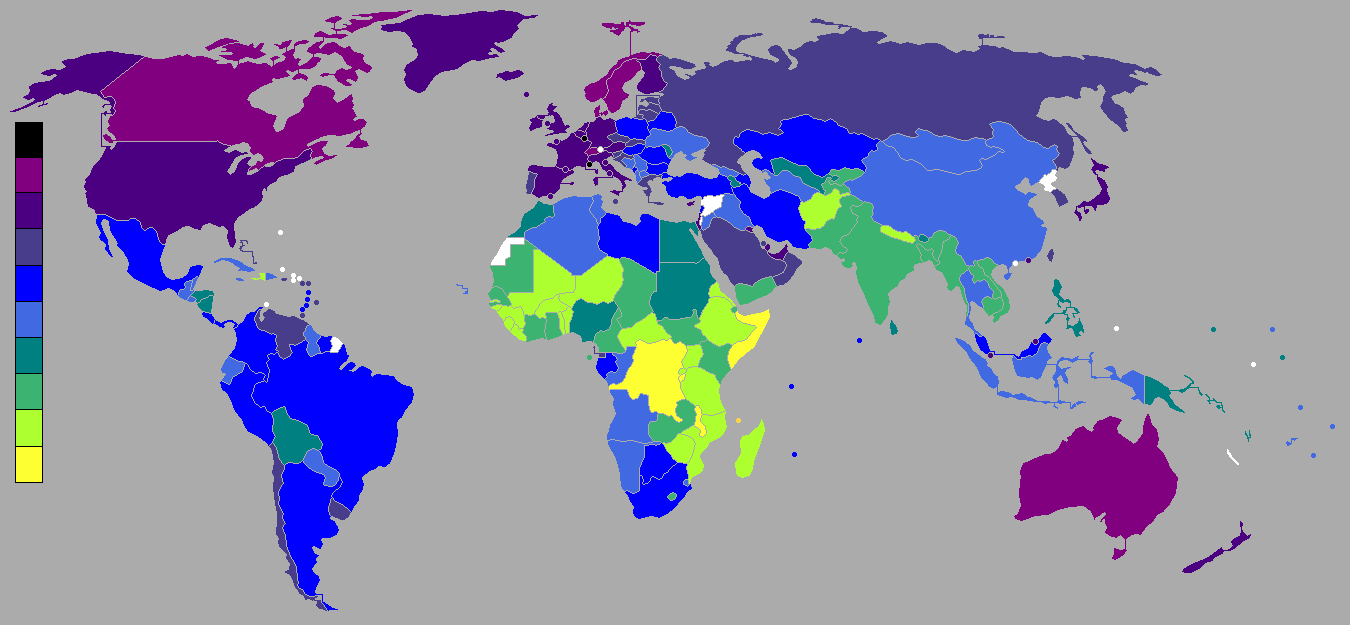
Các quốc gia theo GDP (danh nghĩa) trên người 2012 GDP.

Danh sách các quốc gia châu Mỹ theo GDP trên người 2012 là bảng thống kê về GDP trên người 2012 của 53 quốc gia và vùng lãnh thổ thuộc châu Mỹ. Ngoài 35 quốc gia độc lập, là thành viên của Liên Hợp Quốc, còn có các vùng lãnh thổ khác như: Greenland, Bermuda, Quần đảo Turks và Caicos, Quần đảo Cayman, Montserrat, Quần đảo Falkland, Aruba, Quần đảo Virgin thuộc Anh và Anguilla. Trong danh sách này, Canada là quốc gia có thu nhập bình quân trên người cao nhất châu Mỹ, với 52.300 USD/người, tiếp sau là Hoa Kỳ với 51.704 USD/người, Trinidad và Tobago với 19.373 USD/người. Nhưng nếu tính cả các vùng lãnh thổ thì Bermuda lại có thu nhập bình quân cao hơn cả, với 85.762 USD/người. Quốc gia có thu nhập bình quân trên người thấp nhất châu Mỹ năm 2012 là Haiti chỉ có 759 USD/người, xếp áp chót là Nicaragua với 1.733 USD/người.
Bảng thống kê được trích số liệu từ nguồn GDP trên người 2012 của Quỹ tiền tệ Quốc tế-IMF, những lãnh thổ hay quốc gia không được IMF thống kê, được bổ sung từ các nguồn Liên Hợp Quốc, Ngân hàng Thế giới-WB hay CIA Facebook.
| 1  | Canada                               | 52.300 | 2.983,46 | 314,11 |
| 2  | Hoa Kỳ                               | 51.704 | 2.949,46 | 310,54 |
| 3  | Greenland                            | 41.266 | 2.354,02 | 247,84 |
| 4  | Mexico                               | 10.059 | 573,82   | 60,41  |
| 5  | Belize                               | 4.610  | 262,98   | 27,69  |
| 6  | Guatemala                            | 3.326  | 189,73   | 19,98  |
| 7  | El Salvador                          | 3.788  | 216,09   | 22,75  |
| 8  | Nicaragua                            | 1.733  | 98,86    | 10,41  |
| 9  | Costa Rica                           | 9.665  | 551,34   | 58,05  |
| 10 | Panama                               | 9.919  | 565,83   | 59,57  |
| 11 | Cuba                                 | 6.500  | 370,79   | 39,04  |
| 12 | Saint-Barthélemy                     | 5.22   |          |        |
| 13 | Quần đảo Cayman                      | 58.942 | 3.362,35 | 354,01 |
| 14 | Quần đảo Turks và Caicos             | 22.448 | 1.280,55 | 134,82 |
| 15 | Quần đảo Virgin thuộc Mỹ             | 11.02  |          |        |
| 16 | Quần đảo Virgin thuộc Anh            | 32.375 | 1.846,83 | 194,44 |
| 17 | Anguilla                             | 20.048 | 1.143,64 | 120,41 |
| 18 | Jamaica                              | 5.358  | 305,65   | 32,18  |
| 19 | Haiti                                | 759    | 45,35    | 4,56   |
| 20 | Cộng hòa Dominican                   | 5.766  | 328,92   | 34,63  |
| 21 | Dominica                             | 6.780  | 386,77   | 40,72  |
| 22 | Saint Kitts và Nevis                 | 12.804 | 730,41   | 76,90  |
| 23 | Puerto Rico                          | 28.021 | 1.598,46 | 168,29 |
| 24 | Grenada                              | 7.496  | 427,61   | 45,01  |
| 25 | Antigua và Barbuda                   | 13.429 | 766,06   | 80,66  |
| 26 | Trinidad và Tobago                   | 19.373 | 1.105,13 | 116,35 |
| 27 | Barbados                             | 15.199 | 867,03   | 91,29  |
| 28 | Saint Vincent và Grenadines          | 6.498  | 39,03    |        |
| 29 | Guadeloupe                           | 5.25   |          |        |
| 30 | Martinique                           | 1.237  |          |        |
| 31 | Saint Lucia                          | 7.858  | 448,26   |        |
| 32 | Venezuela                            | 12.918 | 736,91   |        |
| 33 | Guyana                               | 3.647  | 208,04   |        |
| 34 | Suriname                             | 8.717  | 497,26   |        |
| 35 | Guiana thuộc Pháp                    |        |          |        |
| 36 | Brazil                               | 11.359 | 647,98   |        |
| 37 | Uruguay                              | 14.767 | 842,39   |        |
| 38 | Paraguay                             | 3.903  | 222,65   |        |
| 39 | Argentina                            | 11.582 | 660,70   |        |
| 40 | Chile                                | 15.410 | 879,07   |        |
| 41 | Bolivia                              | 2.514  | 143,41   |        |
| 42 | Peru                                 | 6.525  | 372,22   |        |
| 43 | Ecuador                              | 5.743  | 327,61   |        |
| 44 | Colombia                             | 7.919  | 451,74   |        |
| 45 | Quần đảo Falkland                    | 55.400 | 3.160,30 |        |
| 46 | Quần đảo Nam Georgia và Nam Sandwich | 3.251  |          |        |
| 47 | Aruba                                | 24.852 | 1.417,68 |        |
| 48 | Bonaire                              | 1.790  |          |        |
| 49 | Curaçao                              | 2.153  |          |        |
| 50 | Sint Maarten                         | 2.232  |          |        |
| 51 | Saint-Martin                         | 1.956  |          |        |
| 52 | Honduras                             | 2.331  | 132,97   |        |